# Daniel Fulthorpe Gooch

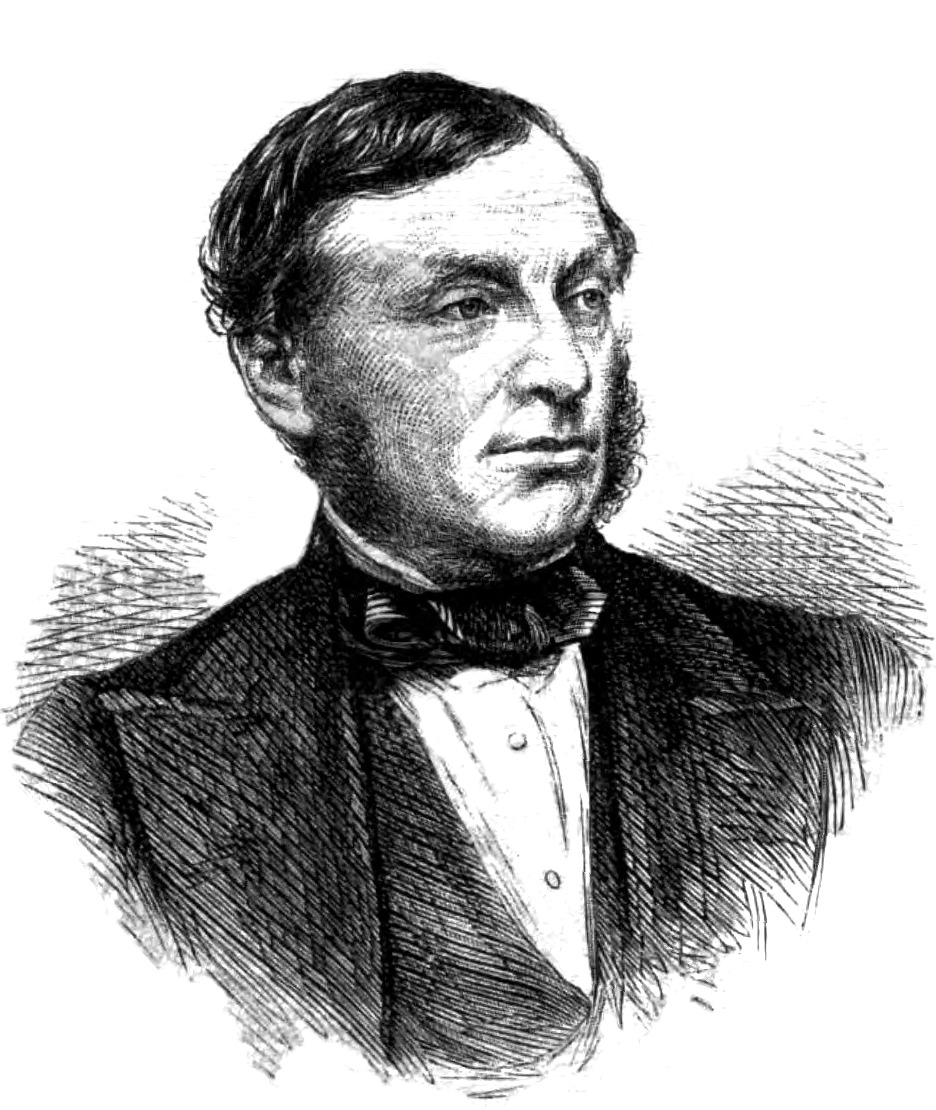
Daniel Fulthorpe Gooch

Sir Daniel Gooch, 1º Baronete (24 de agosto de 1816 - 15 de outubro de 1889) foi um engenheiro de cabos transatlânticos e de locomotivas ferroviárias inglesa. Ele foi o primeiro superintendente de locomotivas na Great Western Railway de 1837 a 1864 e seu presidente de 1865 até sua morte em 1889.
Entre 1865 e 1885 Gooch foi deputado conservador por Cricklade.
Seu neto Daniel Gooch (1869-1926), foi adestrador de cães para a Expedição Transantártica Imperial.